# Il coro misto femminile
Il coro misto femminile (Der gemischte Frauenchor) è un cortometraggio muto del 1916 diretto da Ernst Lubitsch.

## Trama
All'arrivo di un nuovo maestro del coro, tutte le coriste perdono la testa per il nuovo venuto che fatica a tenerle a distanza. Sarà solo l'intervento di Lizzie, la ragazza che ama, a salvarlo dalle sue focose ammiratrici.

## Produzione
Il film fu prodotto dalla Projektions-AG »Union« (PAGU) (Berlin).

## Distribuzione
In Germania, il film fu distribuito il 21 luglio 1916 con il titolo originale Der gemischte Frauenchor.